# Hinatúan
Hinatúan es un municipio filipino de segunda categoría, situado en la parte nordeste de la isla de Mindanao. Forma parte de la provincia de Surigao del Sur situada en la Región Administrativa de Caraga, también denominada Región XIII. Para las elecciones está encuadrado en el Segundo Distrito Electoral.

## Geografía
Situado en el sur de la provincia, 84 km al sur de la ciudad de Tandag, su capital.
Su término linda al norte con la bahía de Lianga y también con el municipio de Barobo; al sur con el de Bislig; al este con el mar de Filipinas al que se abre la bahía de Hinatuán; y al oeste con la provincia de Agusán del Sur, municipio de  Rosario.
Islas adyacentes son las de Bangasinán (Pangasinan Island) situada frente a Puerto Lamón en la desembocadura del río Tenago por Evangelios, hoy barrio de Campa. 
En la bahía se encuentran, de norte a sur las islas de Mahaba, Tigdos, Maowa,  Mancahoram y Mawes, esta última delimitando la bahía de Bislig.

### Barrios
El municipio de Ginatuán se divide, a los efectos administrativos, en 24 barangayes o barrios, conforme a la siguiente relación:
| - Baculín - Bigaán - Cambatong - Campa - Dugmanón - Harip - La Casa (Población) | - Loyola - Maligaya - Pagtigui-án (Bitoón) - Pocto - Puerto Lamón - Roxas | - San Juan - Sasa - Tagasaka - Tagbobonga - Talisay - Tarusán - Tidmán | - Tiwi - Benigno Aquino (Población-Zona 1ª) - Santo Niño (Población-Zona 2ª) - Maharlika (Población-Zona 3ª) |

## Historia
El actual territorio de la provincia de Surigao del Sur fue parte de la provincia de Caraga durante la mayor parte de la Capitanía General de Filipinas (1520-1898).

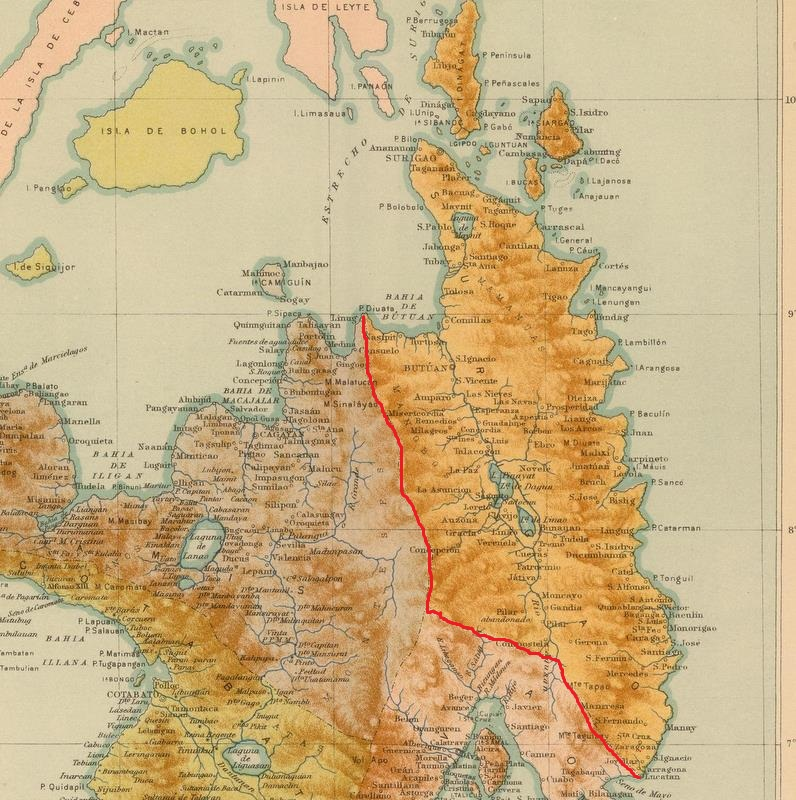
Provincia de Surigao en 1899.

A principios del siglo XX la isla de Mindanao se hallaba dividida en siete distritos o provincias.
El Distrito 3º de Surigao, llamado hasta 1858  provincia de Caraga, tenía por capital el pueblo de Surigao e incluía la  Comandancia de Butuan.
Uno de sus pueblos era Bislig que entonces contaba con 7.217, con las visitas de Hinatúan, San Juan, Malixi, Linguig, Loyola, San José, El Bruch y Carpineto.
San Juan y Loyola hoy son barrios de Hinatuán.

### Ocupación estadounidense
Durante la ocupación estadounidense de Filipinas  fue creada la provincia de Surigao. El gobierno civil quedó establecido el 15 de mayo de 1901 en su capital Surigao. Incluía la subprovincia de Butuan, antes comandancia político militar.
En 1904   la provincia de Surigao contaba con 14 municipios, uno de los cuales era Hinatuan.
Cuando en 1911 fue creada la provincia de Agusán, Butuán se separa de Surigao para pasar a formar parte de la nueva provincia.
El 31 de diciembre de 1916,  durante la ocupación estadounidense de Filipinas,  una vez pacificado el archipiélago se  organiza territorialmente sobre la base de 36 provincias ordinarias, entre las cuales se encontraba la provincia de Surigao Hinatúan era uno de sus 9 municipios.
Según el censo de 1918 esta provincia tenía una extensión superficial de 7.483 km², la poblaban 122.022 almas que habitaban en 14 municipios con 146 barrios, siendo Hinatuan uno de sus 14 municipios, el más meridional.

### Independencia
El 18 de septiembre de 1960 la provincia de Surigao fue dividida en dos: Surigao del Norte y Surigao del Sur.